# Port Monmouth
Port Monmouth é uma Região censo-designada localizada no estado americano de Nova Jérsei, no Condado de Monmouth.

## Demografia
Segundo o censo americano de 2000, a sua população era de 3742 habitantes.

## Geografia
De acordo com o United States Census Bureau tem uma área de
3,5 km², dos quais 3,4 km² cobertos por terra e 0,1 km² cobertos por água.

## Localidades na vizinhança
O diagrama seguinte representa as localidades num raio de 8 km ao redor de Port Monmouth.